# Коммунистическая партия рабочих и селян
Коммунистическая партия рабочих и селян (КПРС) (укр. Комуністична партія робітників і селян) — политическая партия Украины.
Образована 30 марта 2001 года после раскола и выхода из Коммунистической партии Украины (КПУ). 30 сентября 2015 года Окружной административный суд Киева запретил партию.
17.03.2001 г. состоялся Учредительный съезд Коммунистической партии рабочих и селян, на котором были приняты Устав и Манифест. Тогда же избраны центральные органы, Центральный комитет. Председателем партии был избран народный депутат Украины Александр Яковенко.
01.06.2001 г. делегация КПРС колонной прошла по Красной площади в г. Москве, возложив цветы к Мавзолею Ленина и памятнику на могиле Сталина у Кремлёвской стены.
7.09.2001 г. вышел первый номер печатного органа партии — газеты «КПРС».
В октябре 2001 г. было подписано политическое соглашение «О совместных действиях Социалистической партии Украины и Коммунистической партии рабочих и селян».
2 декабря 2001 г. состоялся II (внеочередной) съезд. На нём приняты изменения и дополнения к Уставу и Программе. Из состава партии исключена партийная оппозиция (т. н. «организаторы раскола»).
11 декабря 2001 г. подписан договор с СелПУ о создании единого избирательного блока. Присоединиться к нему также изъявили желание Партия коммунистов (большевиков) Украины, Союз коммунистов Украины, Блок ЗУБР (За Украину, Беларусь, Россию), Движение «За СССР».
22 декабря того же года состоялся III (внеочередной) съезд, на котором была принята резолюция о создании избирательного блока КПРС и СелПУ.
9.01.2002 г. состоялся IV (внеочередной) съезд. Утверждены списки кандидатов в народные депутаты Украины и местных советов и предвыборная программа.
В парламентских выборах на Украине 2002 г. КПРС приняла самостоятельное участие. По результатам выборов партия получила 106 904 голосов (0,41 %), заняв 18-е место среди 33-х участников. В одномандатных округах из 87-ми кандидатов — ни одного избранного.
4.07.2004 г. на VI съезде партии председатель партии А. Яковенко был выдвинут кандидатом на пост Президента Украины. По результатам 1-го тура Александр Яковенко набрал 219 191 голосов (0,78 %), заняв 7-е место из 24-х претендентов.
В парламентских выборах на Украине 2006 г. и досрочных парламентских выборах 2007 г. КПРС участия не принимала.
27 февраля 2011 года, на VIII внеочередном съезде КПРС в Киеве главой совета партии был избран внефракционный депутат Верховной Рады Украины, экс-глава крымской организации Компартии Украины Леонид Грач.
30 сентября 2015 г. Окружной админсуд Киева по иску Минюста приостановил деятельность Коммунистической партии Украины (обновленной) и Коммунистической партии рабочих и крестьян
по причине декоммунизации и запрета на пропаганду соответствующих идей на Украине.